# Grand Prix automobile d'Italie 1955
GP précédent GP suivant
Le Grand Prix d'Italie 1955 (XXVI° Gran Premio d'Italia), disputé sur le circuit de Monza le 11 septembre 1955, est la quarante-huitième épreuve du championnat du monde de Formule 1 courue depuis 1950 et la septième manche du championnat 1955.

## Contexte avant le Grand Prix

### Le championnat du monde
Depuis 1954, les épreuves retenues pour l'attribution du titre mondial des conducteurs se disputent suivant la réglementation 2,5 litres (moteur 2 500 cm3 atmosphérique ou 750 cm3 suralimenté, carburant libre) de la Formule 1, à l'exception des 500 Miles d'Indianapolis, courus selon l'ancienne formule internationale.
Amputé de quatre manches à cause de l'interdiction provisoire de la compétition automobile sur circuit dans plusieurs pays d'Europe après le dramatique accident des 24 Heures du Mans, le championnat est totalement dominé par l'équipe Mercedes, dont les monoplaces n'ont été battues qu'à deux reprises depuis son retour en compétition l'année précédente. Victorieux à trois reprises cette saison, Juan Manuel Fangio est déjà assuré de conserver son titre mondial, devant son coéquipier Stirling Moss, qui à l’occasion de son Grand Prix national a remporté sa première victoire en championnat. En début d'année, la Lancia et son premier pilote Alberto Ascari semblaient en mesure de contester la suprématie des machines allemandes, mais le champion italien s'est tué le 26 mai lors d'essais privés à Monza, entraînant la retraite sportive de Lancia, qui le 26 juillet a cédé tout son matériel de compétition (dont six monoplaces de F1) à la Scuderia Ferrari.

### Le circuit

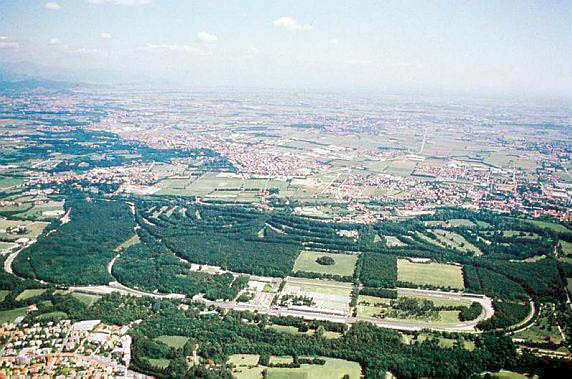
Vue aérienne de l'autodrome de Monza.

Créée en 1922, la piste de Monza, située à vingt kilomètres au nord de Milan, est l'une des plus rapides d'Europe. Jusqu'en 1939, les Grands-Prix s'y couraient sur la combinaison du circuit routier et de l'anneau de vitesse. Endommagé pendant la guerre, le circuit fut reconstruit en 1948, donnant naissance au tracé routier de 6,3 kilomètres, l'anneau de vitesse étant alors abandonné.
Pour 1955, de gros travaux ont été entrepris : le circuit routier est raccourci de 550 mètres (les deux lignes droites parallèles sont réduites, raccordées par la nouvelle courbe 'Parabolique', remplaçant l'ancienne courbe sud), et l'anneau de vitesse a été entièrement reconstruit. Le Grand Prix se court désormais sur l'ensemble des deux pistes, la boucle de dix kilomètres combinant les 5,75 km du routier aux 4,25 km de l'anneau. Sur un tour, les voitures passent deux fois devant les tribunes, la large ligne droite étant divisée en deux chaussées séparées par des cônes de caoutchouc.

## Monoplaces en lice
- Mercedes-Benz W196 "Usine"

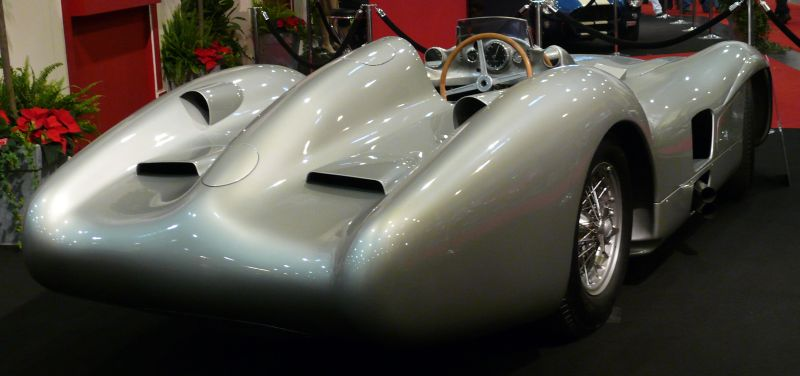
Une Mercedes W196 carénée à châssis long.

Le constructeur allemand a engagé quatre W196, dans des configurations différentes, le nouveau circuit de Monza n'ayant encore jamais été expérimenté. Deux sont à carrosserie enveloppante, favorisant l'aérodynamisme : une classique à châssis long (empattement de 2350 mm) identique aux versions utilisées en 1954, et une version à empattement moyen (2210 mm) disposant d'une carrosserie encore plus profilée, avec possibilité d'essayer différents nez. Les deux autres monoplaces sont à carrosserie ouverte, une à empattement long, l'autre à empattement moyen. Les premiers essais sont censés déterminer la configuration idéale, l'usine pouvant à tout moment expédier rapidement un autre châssis en cas de nécessité. Ces voitures disposent d'un moteur à huit cylindres en ligne alimenté par injection directe et à distribution desmodromique, d'une puissance de 290 chevaux à 8500 tr/min. La boîte de vitesses ZF est à cinq rapports, et les modèles présents en Italie disposent tous de quatre freins à tambour montés "inboard". Le poids à vide est de 690 kg pour les versions ouvertes, les versions carénées affichant une trentaine de kilos supplémentaires. On retrouve ici la même équipe de pilotes qu'à Zandvoort, Juan Manuel Fangio étant épaulé par Stirling Moss, Karl Kling et Piero Taruffi.
- Ferrari 555 "Usine"

Profitant de la vente de Lancia, au bord de la faillite, à un groupe d’industriels italiens, Enzo Ferrari a pu récupérer l'ensemble du matériel de compétition de la marque, dont six monoplaces de F1, qu'il va pouvoir désormais engager à son propre compte. Subventionnée par Fiat, la Scuderia Ferrari dispose donc d'un arsenal considérable et a amené sept voitures à Monza, dont quatre 555 Supersqualo . Elles sont confiées à Mike Hawthorn, Maurice Trintignant et Umberto Maglioli, le quatrième châssis étant en réserve. Pesant environ 625 kg, ces monoplaces sont équipées d'un moteur à quatre cylindres en ligne développant 250 chevaux à 7500 tr/min.
- Lancia D50 (Scuderia Ferrari)

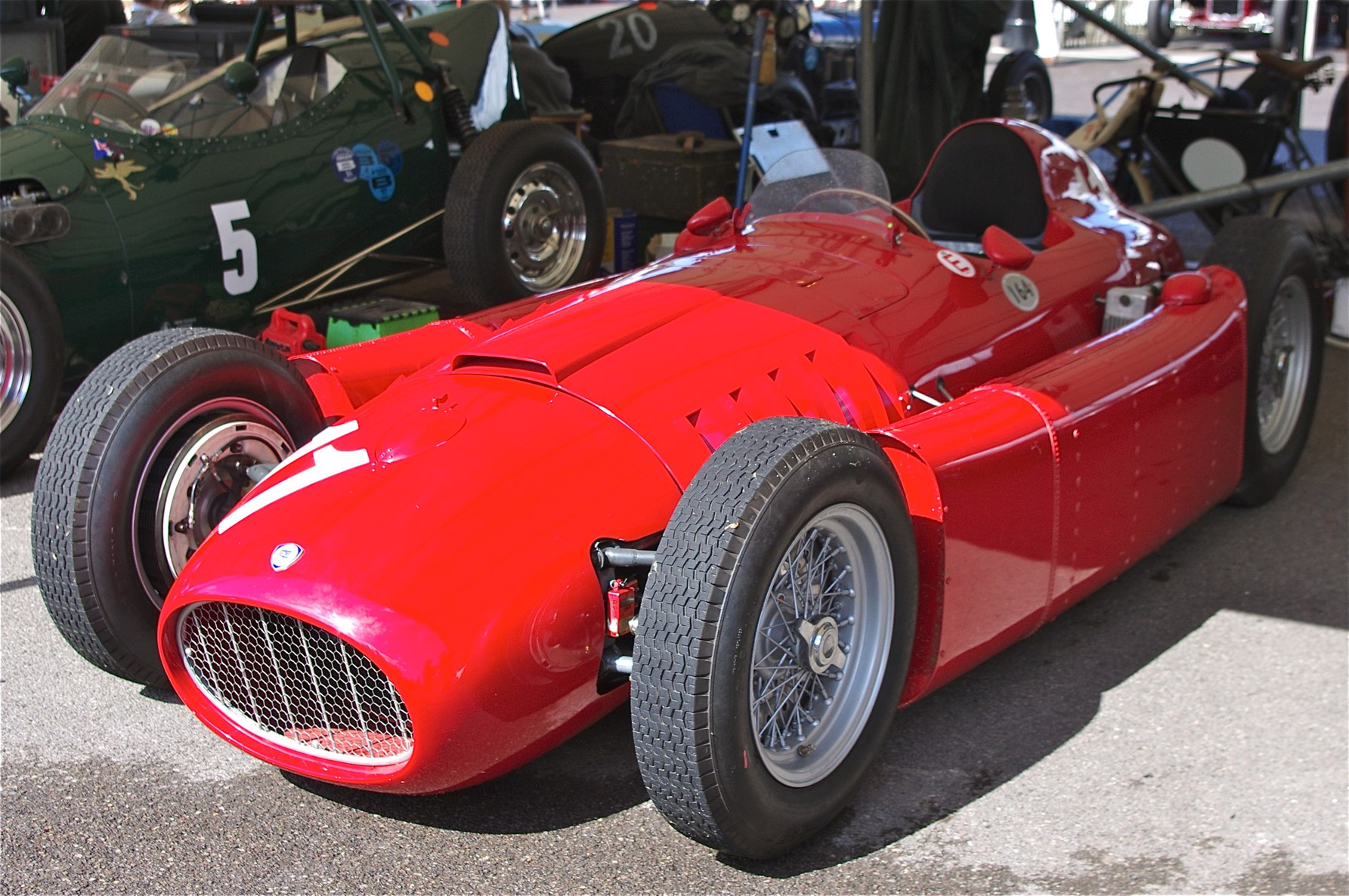
Une Lancia D50 lors d'une manifestation historique.

Ferrari engage trois des six Lancia D50 dont il dispose depuis fin juillet. Inchangées depuis le Grand Prix de Belgique, date de sa dernière apparition en course, la D50 dispose d'un moteur V8 développant 260 chevaux. Très compacte, elle se distingue par ses réservoirs latéraux entre les roues et pèse moins de 600 kg. Les pneus Englebert, fournisseur officiel de la Scuderia Ferrari, ont remplacé les pneus Pirelli d'origine. Deux de ces voitures sont confiées à Eugenio Castellotti et Luigi Villoresi, ex-pilotes officiels Lancia, la troisième étant pilotée par Giuseppe Farina.
- Maserati 250F "Usine"

L'usine a engagé six 250F, dont une nouvelle version carénée, avec réservoirs latéraux, confiée à Jean Behra. Les cinq autres sont attribuées à Roberto Mieres, Luigi Musso, Carlos Menditeguy, Peter Collins et Horace Gould. Ces voitures disposent d'un moteur six cylindres en ligne développant près de 270 chevaux à 7600 tr/min dans leur dernière évolution, pour un poids de l'ordre de 620 kg. L'Américain John Fitch dispose pour sa part de la 250F personnelle de Stirling Moss.
- Gordini T16 & T32 "Usine"

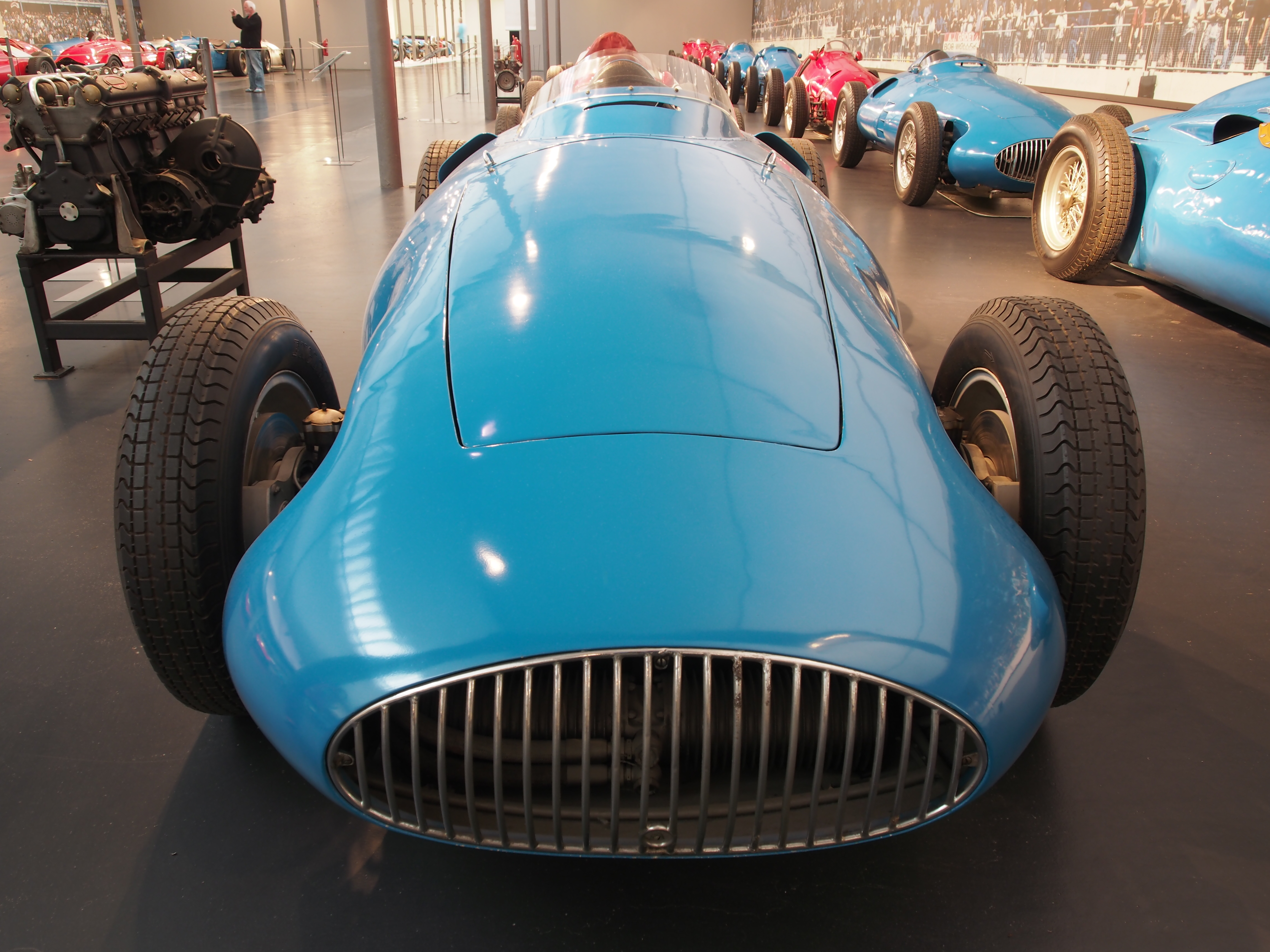
La Gordini T32, à moteur huit cylindres.

En plus des deux anciennes T16 confiées à Hermano da Silva Ramos et Jacques Pollet, Amédée Gordini engage pour la première fois en course son nouveau modèle T32 à moteur huit cylindres en ligne. Cette voiture, qui a effectué ses premiers tours de roue en juillet à Monthléry aux mains de Fangio, est en phase de dégrossissage : elle pèse plus de 800 kg et son moteur ne délivre encore que 225 chevaux au banc, pour plus de 250 annoncés. Robert Manzon en est le pilote pour cette course.
- Vanwall VW55 "Usine"

Le doublé obtenu à Snetterton (hors championnat) par l'équipe Vanwall en juillet (victoire d'Harry Schell devant Ken Wharton) a encouragé Tony Vandervell à engager deux voitures à Monza, aux mains des mêmes pilotes. Ces monoplaces sont équipées d'un moteur quatre cylindres à injection, développant 250 chevaux à 7000 tr/min, et pèsent 570 kg à vide.
- Arzani-Volpini F1

Luigi Piotti est engagé à titre privé sur une ancienne Maserati Milano de 1950, modifiée par les petits constructeurs Arzani et Volpini et rebaptisée  à leurs noms. La puissance de cette voiture, pesant environ 630 kg, est de l'ordre de 200 chevaux.

## Coureurs inscrits
| no | Pilote                   | Écurie                    | Constructeur   | Modèle                       | Moteur           | Pneumatiques |
| -- | ------------------------ | ------------------------- | -------------- | ---------------------------- | ---------------- | ------------ |
| 2  | Giuseppe Farina          | Scuderia Ferrari          | Lancia         | Lancia D50                   | Lancia V8        | E            |
| 4  | Eugenio Castellotti      | Scuderia Ferrari          | Lancia         | Lancia D50                   | Lancia V8        | E            |
| 4* | Eugenio Castellotti      | Scuderia Ferrari          | Ferrari        | Ferrari 555                  | Ferrari L4       | E            |
| 6  | Mike Hawthorn            | Scuderia Ferrari          | Ferrari        | Ferrari 555                  | Ferrari L4       | E            |
| 8  | Maurice Trintignant      | Scuderia Ferrari          | Ferrari        | Ferrari 555                  | Ferrari L4       | E            |
| 10 | Luigi Villoresi          | Scuderia Ferrari          | Lancia         | Lancia D50                   | Lancia V8        | E            |
| 12 | Umberto Maglioli         | Scuderia Ferrari          | Ferrari        | Ferrari 555                  | Ferrari L4       | E            |
| 14 | Piero Taruffi            | Daimler Benz AG           | Mercedes-Benz  | Mercedes-Benz W196           | Mercedes-Benz L8 | C            |
| 16 | Stirling Moss            | Daimler Benz AG           | Mercedes-Benz  | Mercedes-Benz W196 (carénée) | Mercedes-Benz L8 | C            |
| 18 | Juan Manuel Fangio       | Daimler Benz AG           | Mercedes-Benz  | Mercedes-Benz W196 (carénée) | Mercedes-Benz L8 | C            |
| 20 | Karl Kling               | Daimler Benz AG           | Mercedes-Benz  | Mercedes-Benz W196           | Mercedes-Benz L8 | C            |
| 22 | Hermano da Silva Ramos   | Équipe Gordini            | Gordini        | Gordini T16                  | Gordini L6       | E            |
| 24 | Robert Manzon Jean Lucas | Équipe Gordini            | Gordini        | Gordini T32                  | Gordini L8       | E            |
| 26 | Jacques Pollet           | Équipe Gordini            | Gordini        | Gordini T16                  | Gordini L6       | E            |
| 28 | Roberto Mieres           | Officine Alfieri Maserati | Maserati       | Maserati 250F                | Maserati L6      | P            |
| 30 | Luigi Musso              | Officine Alfieri Maserati | Maserati       | Maserati 250F                | Maserati L6      | P            |
| 32 | Peter Collins            | Officine Alfieri Maserati | Maserati       | Maserati 250F                | Maserati L6      | P            |
| 34 | Carlos Menditeguy        | Officine Alfieri Maserati | Maserati       | Maserati 250F                | Maserati L6      | P            |
| 36 | Jean Behra               | Officine Alfieri Maserati | Maserati       | Maserati 250F (carénée)      | Maserati L6      | P            |
| 38 | Horace Gould             | Officine Alfieri Maserati | Maserati       | Maserati 250F                | Maserati L6      | P            |
| 40 | John Fitch               | Stirling Moss             | Maserati       | Maserati 250F                | Maserati L6      | D            |
| 42 | Harry Schell             | Vandervell Products       | Vanwall        | Vanwall VW55                 | Vanwall L4       | P            |
| 44 | Ken Wharton              | Vandervell Products       | Vanwall        | Vanwall VW55                 | Vanwall L4       | P            |
| 46 | Luigi Piotti             | Privé                     | Arzani-Volpini | Arzani-Volpini F1            | Maserati L4      | P            |

- Initialement inscrit sur la Lancia D50 n°4, Eugenio Castellotti utilisera une Ferrari 555 le jour de la course.
- Directeur sportif de Gordini, Jean Lucas remplacera au pied levé Robert Manzon au volant de la Gordini T32 n°24.

## Qualifications
Les essais ont lieu les jeudi, vendredi et samedi précédant la course. Seules les séances du vendredi et du samedi sont prises en compte pour les qualifications, la journée du jeudi se déroulant uniquement sur l'anneau de vitesse afin de permettre aux concurrents d'adapter les voitures à cette nouvelle portion très rapide, comportant deux virages relevés à 38 degrés. La séance du jeudi a lieu entre neuf et onze heures. Les Mercedes et les Lancia se montrent nettement plus rapides que leurs concurrentes sur les 4,25 km de l'ovale, tournant à environ 250 km/h de moyenne. L'inquiétude est pourtant de mise pour ces deux constructeurs : chez Mercedes, la nouvelle carrosserie carénée montée sur la voiture à empattement moyen essayée par Karl Kling ne donne pas satisfaction, le refroidissement moteur étant mal assuré ; chez Lancia, Giuseppe Farina a effectué une sortie de route après un déchapage d'un pneu arrière. La piste se révèle très bosselée, nécessitant la modification des suspensions et de la garde au sol des monoplaces. Les essais de la nouvelle Gordini, pilotée par Robert Manzon, se révèlent catastrophiques, la voiture se couchant excessivement dans les virages. Manzon n'effectue que quelques tours avant d'être stoppé par un bris de soupapes. Son meilleur temps est d'1 min 15 s (204 km/h de moyenne), alors que sur l'ancien modèle, nettement moins puissant, Hermano da Silva Ramos a tourné en 1 min 7 s (228 km/h) !
Les premiers essais qualificatifs, sur le circuit de dix kilomètres, ont lieu le vendredi de 14 à 18 heures. Juan Manuel Fangio s'y montre le plus rapide sur sa Mercedes carénée, avec un meilleur tour en 2 min 46 s 5 (216,2 km/h), devançant son coéquipier Kling et la Lancia d'Eugenio Castellotti. Les trois différents museaux essayés sur la voiture carénée de Kling posent toujours des problèmes de refroidissement, et chez Mercedes on semble toujours hésitant sur le choix des versions. Stirling Moss n'a pas tourné, préférant attendre qu'une seconde voiture à carénage classique soit acheminée de Stuttgart (sur le grand circuit, la version à carrosserie fermée se montre en moyenne une à deux secondes au tour plus rapide que la version à carrosserie ouverte). Chez Maserati, la version profilée utilisée par Jean Behra se montre également plus rapide que les versions traditionnelles, tandis que les Ferrari Supersqualo déçoivent. L'équipe Gordini a encore vécu une journée difficile : après remplacement du moteur et montage d'amortisseurs plus durs sur la nouvelle 'huit cylindres', c'est le directeur sportif Jean Lucas qui en a pris le volant, bouclant son meilleur tour en 3 min 8 s (les anciens modèles ont tourné en moins de 3 minutes) avant qu'une nouvelle panne de soupapes ne survienne. Le moteur est réparé avant la fin de la séance, mais Manzon, très déçu par les performances de la voiture, refuse de tourner et quitte le circuit !
Pour la dernière séance, le samedi, Moss a enfin reçu sa voiture, identique à celle de Fangio. Il réalise le meilleur temps de la journée, s'approchant à trois dixièmes de la performance réalisée par le champion argentin la veille, et s'assure ainsi la deuxième place sur la grille de départ, Kling complétant la première ligne, monopolisée par les Mercedes. Castellotti et Farina, tous deux sur Lancia, occupent la deuxième ligne. Toutefois, Farina ayant une nouvelle fois déchapé en fin de séance, il s'avère que les pneus Englebert s'usent trop rapidement aux vitesses atteintes par les Lancia D50 sur l'anneau de vitesse. La Scuderia Ferrari prend donc la décision de revenir aux pneus Pirelli, mieux adaptés, pour la course. Mais Englebert, en contrat avec Ferrari, s'élève contre cette décision, menaçant même d'un procès, entraînant le forfait des trois Lancia de Castellotti, Farina et Villoresi. Castellotti sera cependant autorisé à partir sur la Ferrari 555 de réserve, conservant sa position sur la grille de départ. Remplaçant officiellement Manzon sur la nouvelle Gordini, Lucas ne réédite pas son temps (non crédité) de la veille : tournant en 3 min 15 s 9, il est le dernier qualifié, à près de trente secondes du temps de Fangio, et à seize des temps de ses coéquipiers sur les anciens modèles. Quant à Luigi Piotti, engagé sur une Arzani-Volpini, il n'a jamais été en mesure de boucler un seul tour lancé, sa voiture ne fonctionnant pas correctement.
| Pos. | no | Pilote                 | Écurie        | Temps        | Écart    |
| ---- | -- | ---------------------- | ------------- | ------------ | -------- |
| 1    | 18 | Juan Manuel Fangio     | Mercedes-Benz | 2 min 46 s 5 |          |
| 2    | 16 | Stirling Moss          | Mercedes-Benz | 2 min 46 s 8 | + 0 s 3  |
| 3    | 20 | Karl Kling             | Mercedes-Benz | 2 min 48 s 3 | + 1 s 8  |
| 4    | 4  | Eugenio Castellotti    | Lancia        | 2 min 49 s 6 | + 3 s 1  |
| 5    | 2  | Giuseppe Farina        | Lancia        | 2 min 49 s 9 | + 3 s 4  |
| 6    | 36 | Jean Behra             | Maserati      | 2 min 50 s 1 | + 3 s 5  |
| 7    | 28 | Roberto Mieres         | Maserati      | 2 min 51 s 1 | + 4 s 6  |
| 8    | 10 | Luigi Villoresi        | Lancia        | 2 min 51 s 6 | + 5 s 1  |
| 9    | 14 | Piero Taruffi          | Mercedes-Benz | 2 min 51 s 8 | + 5 s 3  |
| 10   | 30 | Luigi Musso            | Maserati      | 2 min 52 s 1 | + 5 s 6  |
| 11   | 32 | Peter Collins          | Maserati      | 2 min 55 s 3 | + 8 s 8  |
| 12   | 12 | Umberto Maglioli       | Ferrari       | 2 min 55 s 4 | + 8 s 6  |
| 13   | 42 | Harry Schell           | Vanwall       | 2 min 55 s 5 | + 9 s 0  |
| 14   | 6  | Mike Hawthorn          | Ferrari       | 2 min 56 s 2 | + 9 s 7  |
| 15   | 8  | Maurice Trintignant    | Ferrari       | 2 min 56 s 3 | + 9 s 8  |
| 16   | 34 | Carlos Menditeguy      | Maserati      | 2 min 58 s 4 | + 11 s 9 |
| 17   | 44 | Ken Wharton            | Vanwall       | 2 min 59 s 5 | + 13 s 0 |
| 18   | 22 | Hermano da Silva Ramos | Gordini       | 2 min 59 s 8 | + 13 s 3 |
| 19   | 26 | Jacques Pollet         | Gordini       | 2 min 59 s 9 | + 13 s 4 |
| 20   | 40 | John Fitch             | Maserati      | 3 min 03 s 1 | + 16 s 6 |
| 21   | 38 | Horace Gould           | Maserati      | 3 min 05 s 2 | + 18 s 7 |
| 22   | 24 | Jean Lucas             | Gordini       | 3 min 15 s 9 | + 29 s 4 |

## Grille de départ du Grand Prix

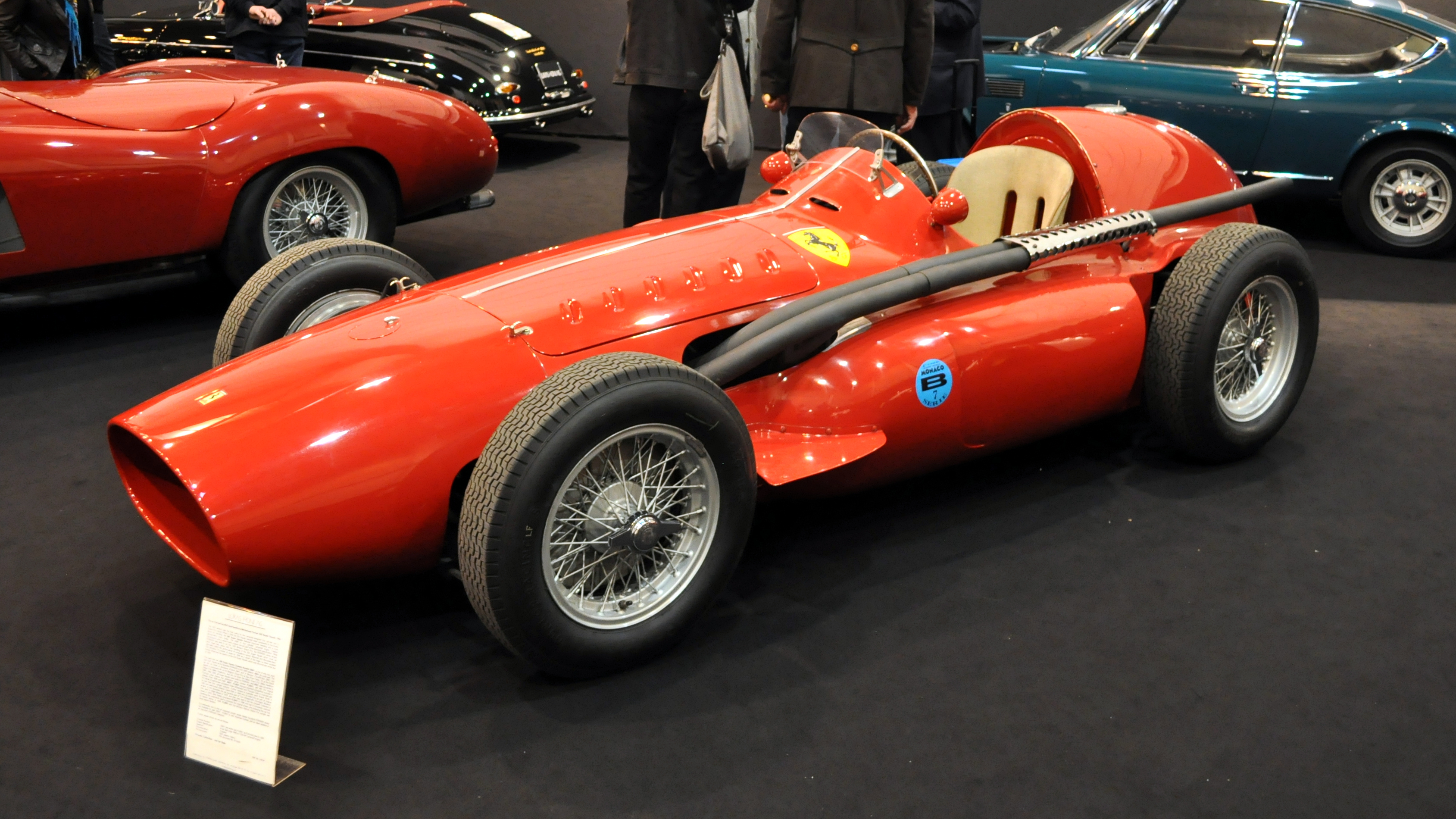
Bien que qualifié sur Lancia, Castellotti va prendre le départ au volant d'une Ferrari 555 Supersqualo.

| 1re ligne | Pos. 3                           |                                  | Pos. 2                          |                                    | Pos. 1                            |
|           | Kling Mercedes-Benz 2 min 48 s 3 |                                  | Moss Mercedes-Benz 2 min 46 s 8 |                                    | Fangio Mercedes-Benz 2 min 46 s 5 |
| 2e ligne  |                                  | Pos. 5                           |                                 | Pos. 4                             |                                   |
|           |                                  | Emplacement vide                 |                                 | Castellotti Ferrari 2 min 49 s 6   |                                   |
| 3e ligne  | Pos. 8                           |                                  | Pos. 7                          |                                    | Pos. 6                            |
|           | Emplacement vide                 |                                  | Mieres Maserati 2 min 51 s 1    |                                    | Behra Maserati 2 min 50 s 1       |
| 4e ligne  |                                  | Pos. 10                          |                                 | Pos. 9                             |                                   |
|           |                                  | Musso Maserati 2 min 52 s 1      |                                 | Taruffi Mercedes-Benz 2 min 51 s 8 |                                   |
| 5e ligne  | Pos. 13                          |                                  | Pos. 12                         |                                    | Pos. 11                           |
|           | Schell Vanwall 2 min 55 s 5      |                                  | Maglioli Ferrari 2 min 55 s 4   |                                    | Collins Maserati 2 min 55 s 3     |
| 6e ligne  |                                  | Pos. 15                          |                                 | Pos. 14                            |                                   |
|           |                                  | Trintignant Ferrari 2 min 56 s 3 |                                 | Hawthorn Ferrari 2 min 56 s 2      |                                   |
| 7e ligne  | Pos. 18                          |                                  | Pos. 17                         |                                    | Pos. 16                           |
|           | Silva Ramos Gordini 2 min 59 s 8 |                                  | Wharton Vanwall 2 min 59 s 5    |                                    | Menditeguy Maserati 2 min 58 s 4  |
| 8e ligne  |                                  | Pos. 20                          |                                 | Pos. 19                            |                                   |
|           |                                  | Fitch Maserati 3 min 03 s 1      |                                 | Pollet Gordini 2 min 59 s 9        |                                   |
| 9e ligne  |                                  |                                  | Pos. 22                         |                                    | Pos. 21                           |
|           |                                  |                                  | Lucas Gordini 3 min 15 s 9      |                                    | Gould Maserati 3 min 05 s 2       |

- Une place en seconde ligne et une place en troisième ligne sont restées vacantes à la suite des retraits des Lancia de Giuseppe Farina et de Luigi Villoresi, en raison de pneus inadaptés à ces voitures l'anneau de vitesse. Pour la même raison, Eugenio Castellotti, qualifié en deuxième ligne sur Lancia, prend le départ sur le mulet de la Scuderia Ferrari.

## Déroulement de la course
Il fait beau et chaud lorsque le départ est donné le dimanche, à 15 h 30. Stirling Moss (Mercedes) est le plus prompt au baisser du drapeau, et prend immédiatement la tête devant ses coéquipiers Juan Manuel Fangio et Karl Kling. Au premier passage devant les tribunes, Moss mène toujours, abordant l'anneau de vitesse juste devant les trois autres Mercedes de Fangio, Taruffi et Kling. Sur cette portion extrêmement rapide, Fangio déborde Moss et conserve l'avantage à la fin du premier tour complet. Cinquième, Eugenio Castellotti (Ferrari) accuse déjà un léger retard sur les quatre voitures de tête, qui roulent groupées. Les boucles suivantes confirment la supériorité des monoplaces allemandes, qui roulent groupées et se détachent progressivement du reste du peloton. Au cinquième tour, Kling prend l'avantage sur Taruffi ; au huitième Moss déborde Fangio, mais le champion argentin récupère la tête de la course au suivant. Après dix tours, les quatre Mercedes sont toujours groupées, et comptent déjà près de vingt secondes d'avance sur Castellotti. Luigi Musso (Maserati), après un départ manqué l'ayant fait rétrograder en queue de peloton, a effectué une très belle remontée et occupe la sixième place.
Les passages suivants n’apportent pas de modification au classement, jusqu'au vingtième tour au cours duquel Moss, dans le sillage de Fangio, reçoit une pierre dans son pare-brise et doit s'arrêter au stand pour le faire remplacer, perdant de nombreuses places.
Il entreprend alors de regagner le terrain perdu, adoptant un rythme de qualification : il effectue son vingt-et-unième tour à près de 216 km/h de moyenne, à seulement un dixième de second de son meilleur temps des essais ! Il prend bientôt la septième place à Mike Hawthorn (Ferrari), et revient la Maserati de Jean Behra, mais au vingt-huitième tour une casse moteur met un terme à sa prestation.
Derrière l'inamovible trio de tête, composé de Fangio, Kling et Castellotti, l'intérêt de la course s'est reporté sur la bataille pour la quatrième place entre Castellotti et Musso. Ce dernier a pris l'avantage au vingt-cinquième tour, mais n'a pu profiter longtemps de son avantage, retardé par des problèmes de boîte de vitesses. Après un premier arrêt au vingt-huitième tour, Musso va renoncer définitivement au trente-deuxième. Au même moment, Kling, toujours en seconde position dans les roues de Fangio, s'arrête à son stand et renonce, également pour un problème de boîte de vitesses. À ce moment, il ne reste plus que dix voitures en course. Fangio produit alors son effort, se détachant de son coéquipier Taruffi au rythme d'une seconde et demie au tour. À dix boucles de la fin, il a porté son avance à treize secondes. Castellotti, qui roule isolé en troisième position, compte près d'une minute de retard, loin devant Behra qui a ménagé sa voiture depuis le départ. La course va se terminer dans cet ordre. Fangio, qui a ralenti en fin d'épreuve pour permettre à Taruffi de revenir dans son sillage, emporte une nouvelle victoire, la quatrième de la saison. Castellotti complète le podium, tandis que Behra conserve de justesse sa quatrième place, passant la ligne au ralenti, son moteur dégageant un nuage de fumée à cause d'un piston cassé.

### Classements intermédiaires
Classements intermédiaires des monoplaces aux premier, cinquième, dixième, vingtième, trentième et quarantième tours.

### Classement de la course
| Pos  | No | Pilote                 | Écurie                       | Tours | Temps/Abandon                             | Grille | Points |
| ---- | -- | ---------------------- | ---------------------------- | ----- | ----------------------------------------- | ------ | ------ |
| 1    | 18 | Juan Manuel Fangio     | Mercedes-Benz                | 50    | 2 h 25 min 04 s 4                         | 1      | 8      |
| 2    | 14 | Piero Taruffi          | Mercedes-Benz                | 50    | 2 h 25 min 05 s 1 (+ 0 s 7)               | 9      | 6      |
| 3    | 4  | Eugenio Castellotti    | Ferrari                      | 50    | 2 h 25 min 50 s 6 (+ 46 s 2)              | 4      | 4      |
| 4    | 36 | Jean Behra             | Maserati                     | 50    | 2 h 29 min 01 s 9 (+ 3 min 57 s 5)        | 6      | 3      |
| 5    | 34 | Carlos Menditéguy      | Maserati                     | 49    | 2 h 26 min 34 s 9 (+ 1 tour)              | 16     | 2      |
| 6    | 12 | Umberto Maglioli       | Ferrari                      | 49    | 2 h 27 min 32 s 5 (+ 1 tour)              | 12     |        |
| 7    | 28 | Roberto Mieres         | Maserati                     | 48    | 2 h 27 min 14 s 9 (+ 2 tours)             | 7      |        |
| 8    | 8  | Maurice Trintignant    | Ferrari                      | 47    | 2 h 25 min 50 s 1 (+ 3 tours)             | 15     |        |
| 9    | 40 | John Fitch             | Maserati                     | 46    | 2 h 25 min 25 s 7 (+ 4 tours)             | 20     |        |
| 10   | 6  | Mike Hawthorn          | Ferrari                      | 38    | Boîte de vitesses                         | 14     |        |
| Abd. | 20 | Karl Kling             | Mercedes-Benz                | 32    | Boîte de vitesses                         | 3      |        |
| Abd. | 30 | Luigi Musso            | Maserati                     | 31    | Boîte de vitesses                         | 10     |        |
| Abd. | 38 | Horace Gould           | Maserati                     | 31    | Suspension                                | 21     |        |
| Abd. | 16 | Stirling Moss          | Mercedes-Benz                | 27    | Moteur                                    | 2      | 1      |
| Abd. | 26 | Jacques Pollet         | Gordini                      | 26    | Moteur                                    | 19     |        |
| Abd. | 22 | Hermano da Silva Ramos | Gordini                      | 23    | Distribution d'essence                    | 18     |        |
| Abd. | 32 | Peter Collins          | Maserati                     | 22    | Suspension                                | 11     |        |
| Abd. | 42 | Harry Schell           | Vanwall                      | 7     | Suspension                                | 13     |        |
| Abd. | 24 | Jean Lucas             | Gordini                      | 7     | Moteur                                    | 22     |        |
| Abd. | 44 | Ken Wharton            | Vanwall                      | 0     | Injection                                 | 17     |        |
| Np.  | 2  | Giuseppe Farina        | Ferrari                      |       | Pneumatique                               | 5      |        |
| Np.  | 10 | Luigi Villoresi        | Ferrari                      |       | Pneumatique                               | 8      |        |
| Np.  | 24 | Robert Manzon          | Gordini                      |       | décision personnelle (remplacé par Lucas) |        |        |
| Np.  | 46 | Luigi Piotti           | Arzani-Volpini (ex-Maserati) |       | Moteur                                    |        |        |

Légende :
- Abd.= Abandon - Np.= Non partant

### Pole position et record du tour
- Pole position :  Juan Manuel Fangio en 2 min 46 s 5 (vitesse moyenne : 216,216 km/h). Temps réalisé lors de la deuxième journée d'essais (première séance qualificative[11]).
- Meilleur tour en course :  Stirling Moss en 2 min 46 s 9 (vitesse moyenne : 215,698 km/h) au vingt-et-unième tour.

### Tours en tête
- Juan Manuel Fangio : 49 tours (1-7 / 9-50)
- Stirling Moss : 1 tour (8)

## Classement final du championnat
- attribution des points : 8, 6, 4, 3, 2 respectivement aux cinq premiers de chaque épreuve et 1 point supplémentaire pour le pilote ayant accompli le meilleur tour en course (signalé par un astérisque)
- Le règlement permet aux pilotes de se relayer sur une même voiture, les points éventuellement acquis étant alors partagés. En Argentine, González, Farina et Trintignant marquent chacun deux points pour leur deuxième place, Farina, Trintignant et Maglioli marquent chacun un point un tiers pour leur troisième place, Herrmann, Kling et Moss marquent chacun un point pour leur quatrième place. Fait exceptionnel, Farina et Trintignant cumulent les points des deuxième et troisième places. À Monaco, Behra et Perdisa marquent chacun deux points pour leur troisième place. À Indianapolis, Bettenhausen et Russo marquent chacun trois points pour leur seconde place, Faulkner et Homeier chacun un point pour leur cinquième place. En Belgique, Mieres et Behra marquent chacun un point pour leur cinquième place.
- Seuls les cinq meilleurs résultats sont comptabilisés. Juan Manuel Fangio doit donc décompter le point acquis à Monaco, totalisant quarante points effectifs pour quarante-et-un points marqués.
- Sur onze épreuves qualificatives initialement prévues pour le championnat du monde 1955, sept seulement seront effectivement courues, les Grands Prix de France (programmé le 3 juillet), d'Allemagne (programmé le 31 juillet), de Suisse (programmé le 21 août) et d'Espagne (programmé le 23 octobre) ayant été annulés au lendemain de la catastrophe des 24 Heures du Mans[11].

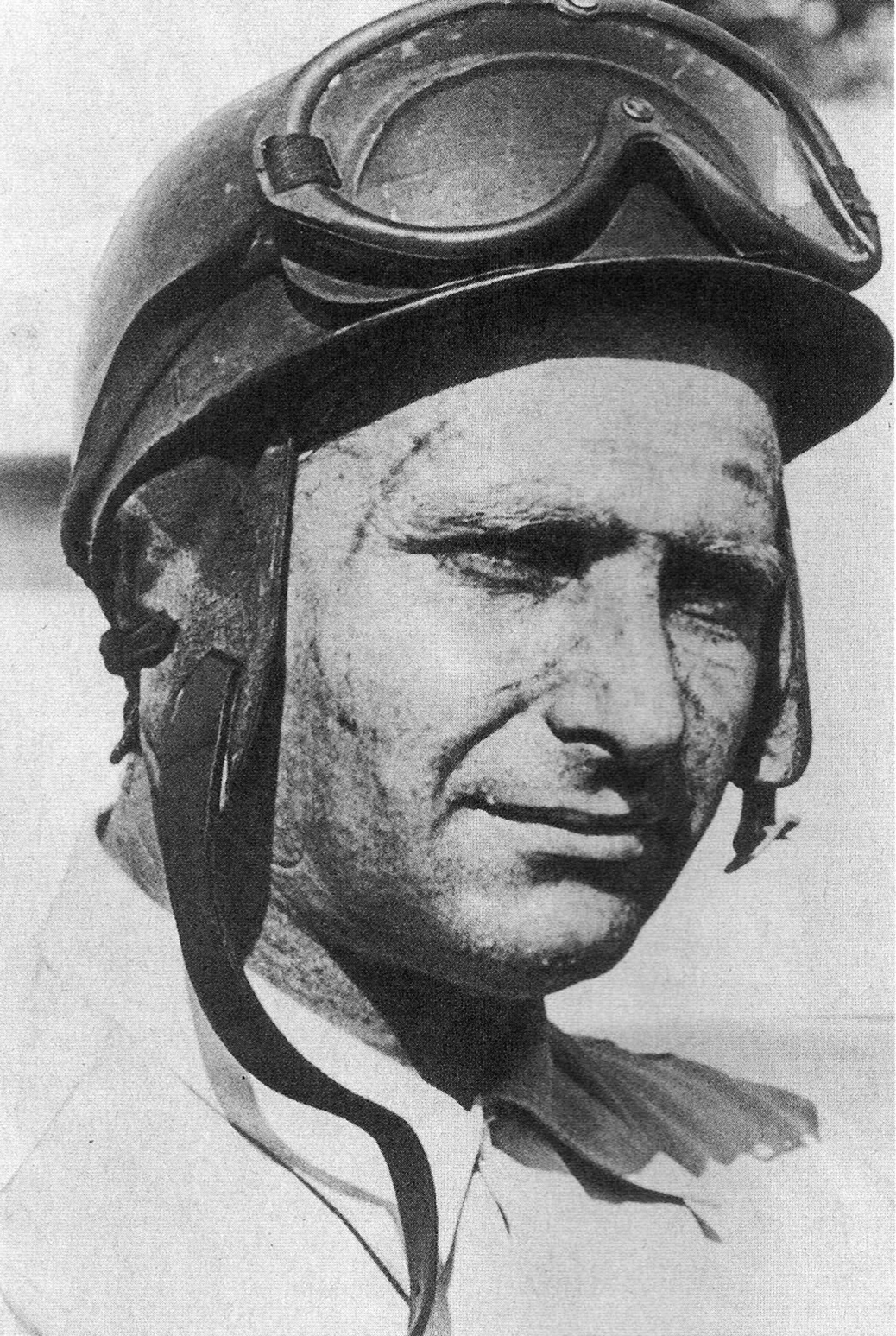
La saison 1955 se conclut sur un troisième titre de Juan Manuel Fangio.

| Pos. | Pilote                | Écurie           | Points  | ARG  | MON  | 500 | BEL | NL | GBR | ITA |
| ---- | --------------------- | ---------------- | ------- | ---- | ---- | --- | --- | -- | --- | --- |
| 1    | Juan Manuel Fangio    | Mercedes-Benz    | 40 (41) | 9*   | (1*) | -   | 9*  | 8  | 6   | 8   |
| 2    | Stirling Moss         | Mercedes-Benz    | 23      | 1    | -    | -   | 6   | 6  | 9*  | 1*  |
| 3    | Eugenio Castellotti   | Lancia & Ferrari | 12      | -    | 6    | -   | -   | 2  | -   | 4   |
| 4    | Maurice Trintignant   | Ferrari          | 11,33   | 3,33 | 8    | -   | -   | -  | -   | -   |
| 5    | Giuseppe Farina       | Ferrari          | 10,33   | 3,33 | 3    | -   | 4   | -  | -   | -   |
| 6    | Piero Taruffi         | Mercedes-Benz    | 9       | -    | -    | -   | -   | -  | 3   | 6   |
| 7    | Bob Sweikert          | Kurtis Kraft     | 8       | -    | -    | 8   | -   | -  | -   | -   |
| 8    | Roberto Mieres        | Maserati         | 7       | 2    | -    | -   | 1   | 4* | -   | -   |
| 9    | Luigi Musso           | Maserati         | 6       | -    | -    | -   | -   | 4  | 2   | -   |
|      | Jean Behra            | Maserati         | 6       | -    | 2    | -   | 1   | -  | -   | 3   |
| 11   | Karl Kling            | Mercedes-Benz    | 5       | 1    | -    | -   | -   | -  | 4   | -   |
| 12   | Jimmy Davies          | Kurtis Kraft     | 4       | -    | -    | 4   | -   | -  | -   | -   |
| 13   | Tony Bettenhausen     | Kurtis Kraft     | 3       | -    | -    | 3   | -   | -  | -   | -   |
|      | Paul Russo            | Kurtis Kraft     | 3       | -    | -    | 3   | -   | -  | -   | -   |
|      | Johnny Thomson        | Kuzma            | 3       | -    | -    | 3   | -   | -  | -   | -   |
|      | Paul Frère            | Ferrari          | 3       | -    | -    | -   | 3   | -  | -   | -   |
| 17   | José Froilán González | Ferrari          | 2       | 2    | -    | -   | -   | -  | -   | -   |
|      | Cesare Perdisa        | Maserati         | 2       | -    | 2    | -   | -   | -  | -   | -   |
|      | Luigi Villoresi       | Lancia           | 2       | -    | 2    | -   | -   | -  | -   | -   |
|      | Carlos Menditeguy     | Maserati         | 2       | -    | -    | -   | -   | -  | -   | 2   |
| 21   | Umberto Maglioli      | Ferrari          | 1,33    | 1,33 | -    | -   | -   | -  | -   | -   |
| 22   | Hans Herrmann         | Mercedes-Benz    | 1       | 1    | -    | -   | -   | -  | -   | -   |
|      | Walt Faulkner         | Kurtis Kraft     | 1       | -    | -    | 1   | -   | -  | -   | -   |
|      | Bill Homeier          | Kurtis Kraft     | 1       | -    | -    | 1   | -   | -  | -   | -   |
|      | Bill Vukovich         | Kurtis Kraft     | 1       | -    | -    | 1*  | -   | -  | -   | -   |

## À noter
- 17e victoire en championnat du monde pour Juan Manuel Fangio.
- 9e victoire en championnat du monde pour Mercedes en tant que constructeur.
- 9e victoire en championnat du monde pour Mercedes en tant que motoriste.
- 1ers points en championnat du monde pour Carlos Menditéguy.
- 1re participation en championnat du monde pour Luigi Piotti (forfait pour la course).
- 1er et unique Grand Prix de championnat du monde pour Jean Lucas.
- Dernière participation en championnat du monde, aux essais, pour Giuseppe Farina, forfait pour la course.
- 17e et dernier Grand Prix de championnat du monde pour Roberto Mieres.
- 15e et dernier Grand Prix de championnat du monde pour Ken Wharton.
- 11e et dernier Grand Prix de championnat du monde pour Karl Kling.
- 5e et dernier Grand Prix de championnat du monde pour Jacques Pollet.
- 2e et dernier Grand Prix de championnat du monde pour John Fitch.